# 米德爾敦 (俄亥俄州)
米德爾敦（英語：Middletown）是位於美國俄亥俄州巴特勒縣及沃倫縣的城市。

## 人口
根據2020年美國人口普查的數據，米德爾敦的面積為68.54平方千米，當中陸地面積為67.70平方千米，而水域面積為0.84平方千米。當地共有人口50987人，而人口密度為每平方千米744人。